# LP 145-141
LP 145-141 eller LAWD 37, är en vit dvärg i den norra delen av stjärnbilden Fiskarna. Den har en skenbar magnitud av ca 11,50 och kräver ett teleskop för att kunna observeras. Baserat på parallax enligt Gaia Data Release 3 på ca 215,7 mas, beräknas den befinna sig på ett avstånd på ca 15 ljusår (ca 4,6 parsek) från solen. Enligt en rapport från 2009 är LP 145-141 den fjärde närmaste kända vita dvärgen till solen (efter Sirius B, Procyon B och van Maanens stjärna.)

## Historik
LP 145-141 är känd åtminstone sedan 1917, då dess egenrörelse publicerades av R. T. A. Innes och H. E. Wood i volym 37 av Cirkulär från Union Observatory. Motsvarande beteckning är UO 37. (Obs: Denna beteckning är inte unik för LP 145-141, det vill säga alla andra stjärnor, listade i tabellen i volym 37 i detta cirkulär, kan också kallas med detta namn). 

## Egenskaper
Vita dvärgar genererar inte längre energi i dess kärna genom kärnfusion, utan strålar istället stadigt bort sin återstående värme. LP 145-141 har en DQ-spektralklassificering, vilket anger att det är en sällsynt typ av vit dvärg som visar på atomärt eller molekylärt kol i sitt spektrum.
LP 145-141 har bara 75 procent av solens massa, men det är resterna av en massiv stjärna i huvudserien som hade en massa av uppskattningsvis 4,4 solmassor. Medan den befann sig i huvudserien var den förmodligen en stjärna av spektralklass B (i intervallet B4-B9). Det mesta av stjärnans ursprungliga massa kastades ut efter att den passerade in i den asymptotiska jättegrenen, strax innan den blev en vit dvärg.
En undersökning med Hubbleteleskopet avslöjade inga synliga följeslagare i omloppsbana, åtminstone ner till detektionsgränsen.